# Półwysep przyrostkowy

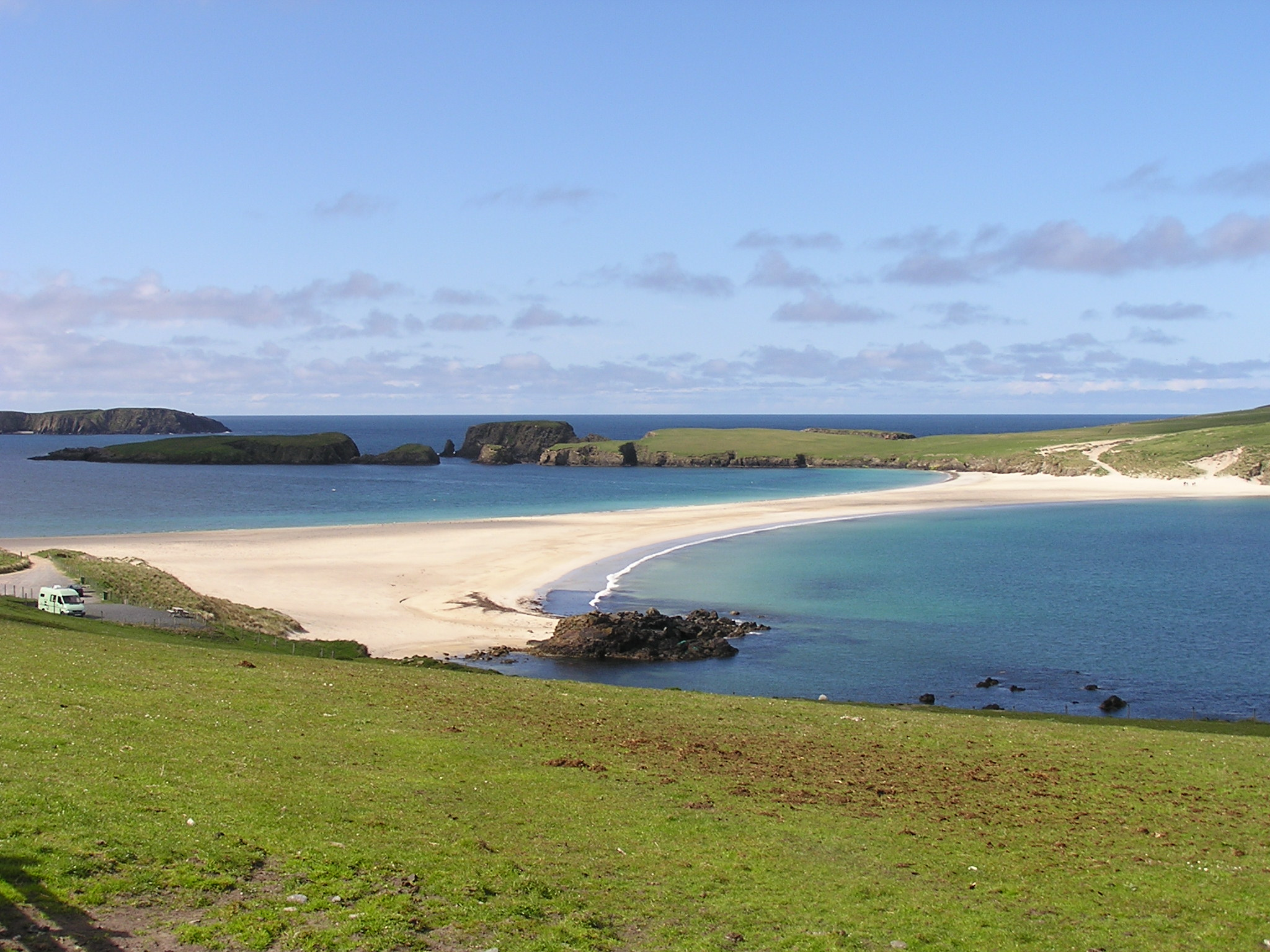
Widok na St Ninian

Półwysep przyrostkowy (ang. tied islands, land-tied islands – wyspy związane lub wyspy związane z lądem) – ukształtowanie terenu składające się z wyspy, która jest połączona z lądem stałym lub inną wyspą jedynie za pomocą tombolo.
Przykładem półwyspu przyrostkowego jest wyspa St Ninian na Szetlandach u północnych wybrzeży Szkocji. Inne przykłady to Coronado w Kalifornii, Nahant w Massachusetts, Howth Head w Irlandii, Cheung Chau w Hongkongu.
Isle of Portland w hrabstwie Dorset w Anglii zakwalifikowana jest również jako wyspa związana, ale obecnie geografowie uważają, że wał akumulacyjny Chesil Beach, który łączy wyspę z lądem stałym, jest plażą barierową, która przesunęła się na wschód, a nie tombolo.